# Giunone riceve la testa di Argo
Giunone riceve la testa di Argo è un dipinto del pittore italiano Jacopo Amigoni, databile 1732.
L'opera è tuttora ospitata nella cittadina inglese Moor Park nello Hertfordshire, e appare nel film Metro-Land di John Betjeman.

## Soggetto
Il dipinto si basa sul racconto di Ovidio proveniente dalle Metamorfosi, che inizia con il dio Giove che trasforma la giovane Io in mucca dopo averla violentata e la regala alla moglie Giunone, per toglierle qualsiasi sospetto sulla sua ennesima infedeltà. La dea affida l'animale al gigante con cento occhi Argo. Colma dalla disperazione, Io si reca a piangere sul fiume Inaco, che altri non è che suo padre trasformato in corso d'acqua dallo stesso Giove dopo che il primo aveva maledetto il secondo per quanto accaduto alla figlia; appena la vede e la riconosce però, Inaco inorridisce e ripudia la figlia.
Giove decide ad un certo punto di mandare il dio Mercurio da Argo allo scopo di distrarlo e chiudergli tutti e cento gli occhi per poter provare a rendere Io di nuovo umana: il messaggero degli dei riesce così bene nell'impresa che Argo si addormenta ancor prima che la storia sia finita di essere raccontata, allora Mercurio gli recide la testa e la consegna a Giunone, che prende gli occhi di Argo e li inserisce nella coda del pavone, animale sacro alla dea.